# 7. Arrondissement (Marseille)
Das 7. Arrondissement ist ein Arrondissement (Stadtbezirk) der südfranzösischen Stadt Marseille. 2018 lebten hier 34.875 Menschen.

## Lage und Stadtviertel
Es befindet sich unmittelbar südwestlich des Stadtzentrums von Marseille. Im Nordosten grenzt es an das 1., im Osten ans 6. und im Südosten ans 8. Arrondissement. Das Mittelmeer bildet im Westen die natürliche Grenze.
Das Arrondissement unterteilt sich in sieben Stadtviertel:
- Bompard
- Endoume (Im Stadtviertel Endoume liegt der Bezirk Malmousque)
- Les Îles
- Le Pharo
- Le Roucas Blanc
- Saint-Lambert
- Saint-Victor

## Kultur
Hier sind das Théâtre La Criée, bis 1975 Fischmarkt – daher der Name –, das als Nationaltheater von Marseille bezeichnet wird, aber auch das Badaboum Théâtre für Kinder, das Théâtre Off und das komische Théâtre de Tatie beheimatet. Aus einer weiteren komischen Bühne, dem Quai du Rire, wurde das 16-19. In Endoume zeigt das Théâtre Silvain auch Freilichtspektakel.

## Religion
Im 7. Arrondissement befindet sich das Kloster Saint-Victor.